# Cushing (Texas)
Cushing é uma cidade localizada no estado norte-americano de Texas, no Condado de Nacogdoches.

## Demografia
Segundo o censo norte-americano de 2000, a sua população era de 637 habitantes.
Em 2006, foi estimada uma população de 658, um aumento de 21 (3.3%).

## Geografia
De acordo com o United States Census Bureau tem uma área de
3,3 km², dos quais 3,3 km² cobertos por terra e 0,0 km² cobertos por água. Cushing localiza-se a aproximadamente 113 m acima do nível do mar.

## Localidades na vizinhança
O diagrama seguinte representa as localidades num raio de 32 km ao redor de Cushing.